# Kostel svatého Václava (Rychnov u Jablonce nad Nisou)
Římskokatolický farní kostel svatého Václava v Rychnově u Jablonce nad Nisou je barokní sakrální stavba stojící severně nad říčkou Mohelkou obklopená hřbitovem. Od roku 1963 je kostel chráněn jako kulturní památka.

## Historie

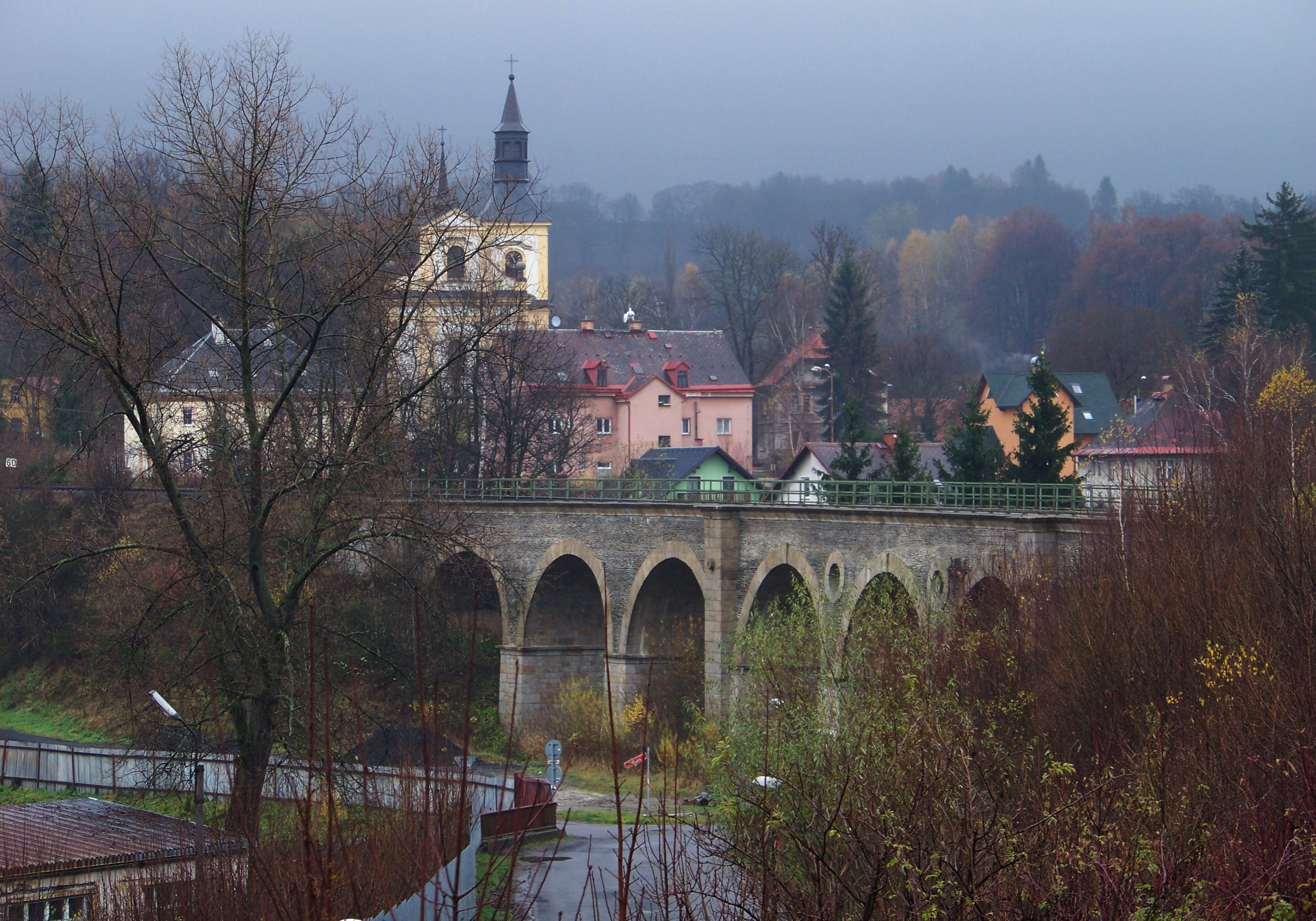
Zasazení kostela sv. Václava do krajiny

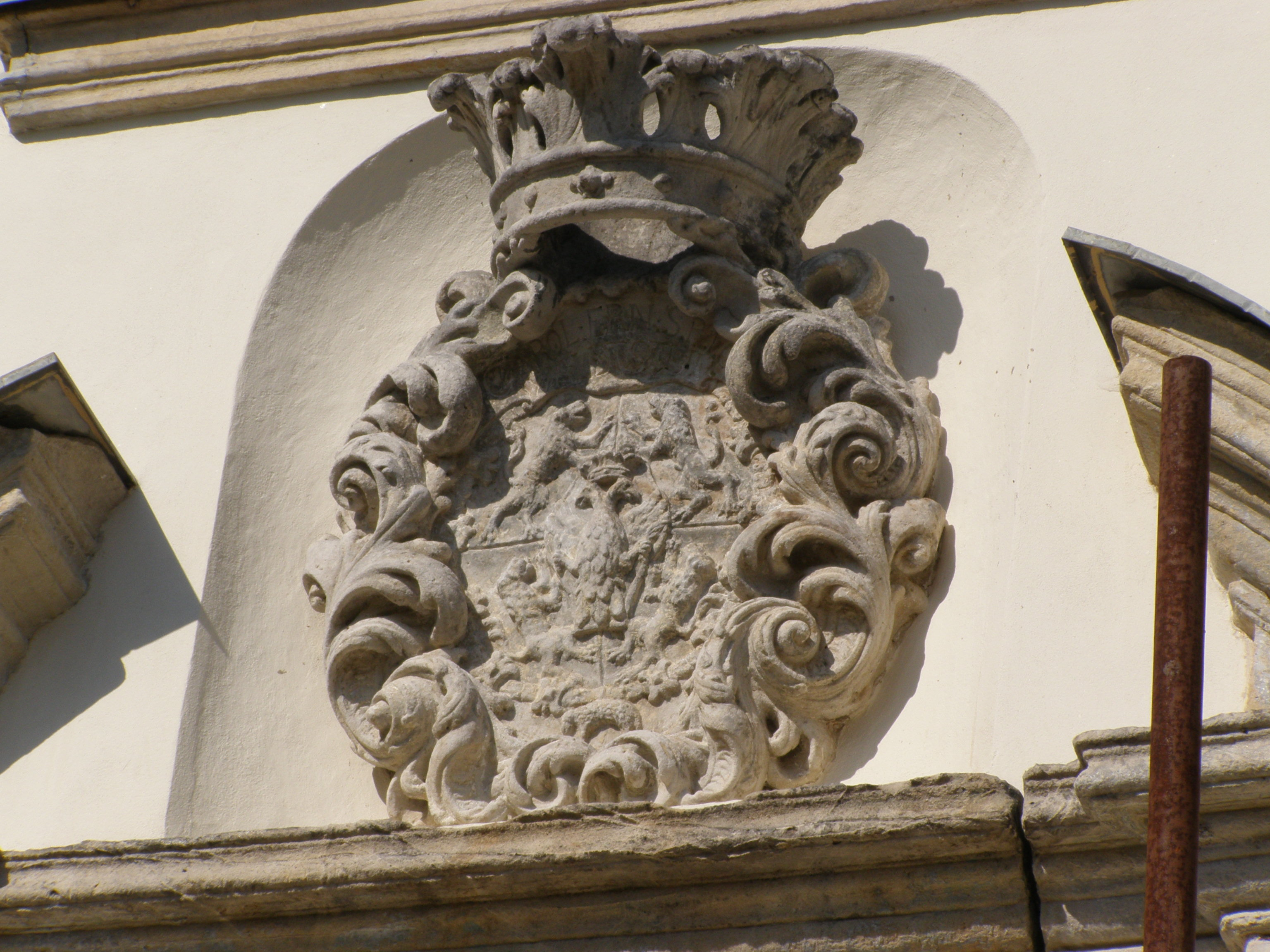
Detail erbu nad portálem kostela

Kostel byl postaven v letech 1706–1711. Upravován byl v 19. století: v roce 1807 a v letech 1892–1894.

## Architektura
Kostel je orientovaný k severovýchodu. Je jednolodní a má obdélný, polygonálně ukončený presbytář. Po jeho severní straně se nachází věž, která má sakristii v přízemí. Průčelí kostela má tři osy, které jsou členěné pilastry a zakončeny obdélným trojúhelně ukončeným štítem s křídlatými bočními zdmi. V ose průčelí je obdélný portál s rozeklaným štítem a polokruhově ukončené okno. V bočních osách jsou niky, do kterých patří sochy sv. Josefa a sv. Jana Nepomuckého.
Presbytář i loď mají valenou klenbu s lunetami a pásy. Podvěží je sklenuto křížovou klenbou.

## Zařízení
Hlavní oltář je pseudobarokní z roku 1868. Jsou na něm rokokové sochy sv. Vojtěcha a sv. Prokopa a obraz sv. Václava od J. Hellicha z první poloviny 19. století. Boční oltáře a kazatelna pocházejí z 19. století. Dřevěná barokní křtitelnice je z první poloviny 18. století. Pneumatické varhany postavila v roce 1913 firma H. Shiffner.
Dispozice nástroje : 
| Manuál I: |              |      |
| 1.        | principál    | 8'   |
| 2.        | fl. amabilis | 8'   |
| 3.        | viola damour | 8'   |
| 4.        | salicionál   | 8'   |
| 5.        | oktáva       | 4'   |
| 6.        | fl. oktávová | 4'   |
| 7.        | doublette    | 2 ⅔′ |
| 8.        | mixtura      |      |

| Manuál II: |                    |          |
| 9.         | principál flétnový | 8'       |
| 10.        | bordun             | 8'       |
| 11.        | aeolina            | 8'       |
| 12.        | vox celestis       | 8'       |
| 13.        | fl. příčná         | 4′       |
| 14.        | oktavin            | 2′       |
| 15.        | roh noční          | 1′       |
| 16.        | seskvialtera       | 2 ⅔′, 2x |

| Pedál: |              |     |
| 17.    | violonbas    | 16' |
| 18.    | subbas       | 16' |
| 19.    | bas flétnový | 8'  |
| 20.    | cello        | 8'  |

V roce 2021 vznikl záměr pořídit nové zvony.

## Okolí kostela
U školy se nachází socha sv. Jana Nepomuckého z roku 1780. Opravena byla v roce 1934. Při silnici do Kokonína stojí před č. 279 barokní sloup sv. Prokopa, který je zřejmě z roku 1702. Železný kříž na kamenném podstavci stojící u č. 434 pochází z roku 1804.